# Премія «Локус» найкращому художнику
Премію Локус найкращому художнику (англ. Locus Award for Best Artist)  вручає американський журнал наукової фантастики і фентезі «Локус». Категорію започатковано 1974 під назвою найкращий професійний художник, з 1976 і по тепер має назву найкращий художник.
Майкл Велан має найбільшу кількість перемог — 22, Джон Пікачіо і Чарльз Весс мають по 5 перемог, Келлі Фріз, Рік Штернбах, Боб Еґґлтон, Шон Тан, і Джулі Діллон мають по 2 перемоги і Боріс Вальєхо має лише одну перемогу (1979).

## Найкращий професійний художник
| Рік  | Переможець |
| ---- | ---------- |
| 1974 | Келлі Фріз |
| 1975 | Келлі Фріз |

## Найкращий художник
| Рік  | Переможець    |
| ---- | ------------- |
| 1976 | Рік Штернбах  |
| 1977 | Рік Штернбах  |
| 1979 | Боріс Вальєхо |
| 1980 | Майкл Велан   |
| 1981 | Майкл Велан   |
| 1982 | Майкл Велан   |
| 1983 | Майкл Велан   |
| 1984 | Майкл Велан   |
| 1985 | Майкл Велан   |
| 1986 | Майкл Велан   |
| 1987 | Майкл Велан   |
| 1988 | Майкл Велан   |
| 1989 | Майкл Велан   |
| 1990 | Майкл Велан   |
| 1991 | Майкл Велан   |
| 1992 | Майкл Велан   |
| 1993 | Майкл Велан   |
| 1994 | Майкл Велан   |
| 1995 | Майкл Велан   |
| 1996 | Майкл Велан   |
| 1997 | Майкл Велан   |
| 1998 | Майкл Велан   |
| 1999 | Майкл Велан   |
| 2000 | Майкл Велан   |
| 2001 | Боб Еґґлтон   |
| 2002 | Майкл Велан   |
| 2003 | Боб Еґґлтон   |
| 2004 | Майкл Велан   |
| 2005 | Майкл Велан   |
| 2006 | Майкл Велан   |
| 2007 | Джон Пікачіо  |
| 2008 | Чарльз Весс   |
| 2009 | Майкл Велан   |
| 2010 | Майкл Велан   |
| 2011 | Шон Тан       |
| 2012 | Шон Тан       |
| 2013 | Майкл Велан   |
| 2014 | Майкл Велан   |
| 2015 | Джон Пікачіо  |
| 2016 | Майкл Велан   |
| 2017 | Джулі Діллон  |
| 2018 | Джулі Діллон  |
| 2019 | Чарльз Весс   |
| 2020 | Джон Пікачіо  |
| 2021 | Джон Пікачіо  |
| 2022 | Чарльз Весс   |
| 2023 | Чарльз Весс   |
| 2024 | Джон Пікачіо  |